# Alajos Szokoly
Alajos János Szokoly, anche noto come Aljoz Szokol, Aloysius Joannes Szokol o Alajos Szokoloyi (Hronec, 19 giugno 1871 – Bernecebaráti, 9 settembre 1932), è stato un velocista, ostacolista e triplista ungherese, vincitore della medaglia di bronzo nei 100 metri piani ai Giochi olimpici di Atene 1896.

## Biografia
Szokoly era nato a Hronec, città nel cuore dell'attuale Slovacchia ma allora appartenente alla Transleithania, la parte ungherese dell'Impero austro-ungarico, per cui gareggiava sotto i colori ungheresi.
Fu di cittadinanza ungherese fino alla dissoluzione dell'impero asburgico; in questo periodo, fu campione nazionale magiaro dei 100 metri e partecipò come tale alle prime olimpiadi moderne.
Prese parte alle gare di atletica leggera, vincendo la medaglia di bronzo nei 100 metri piani, correndo in 12"6. Arrivò al quarto posto nel salto triplo con la misura di 12,30 m, mentre venne eliminato nella prima batteria dei 110 metri ostacoli, dopo essere inciampato su un ostacolo.
Viene ricordato anche per aver avuto il primo pettorale delle moderne Olimpiadi; infatti gareggiò nella prima gara, la batteria dei 100 metri, proprio con il numero 1.
Morì nel 1932 a Bernecebaráti.

## Palmarès
| Anno | Manifestazione  | Sede  | Evento       | Risultato | Prestazione | Note |
| ---- | --------------- | ----- | ------------ | --------- | ----------- | ---- |
| 1896 | Giochi olimpici | Atene | 100 metri    | Bronzo    | 12"6        |      |
| 1896 | Giochi olimpici | Atene | 110 metri hs | Batteria  | n/d         |      |
| 1896 | Giochi olimpici | Atene | Salto triplo | 4º        | 12,30 m     |      |